# 腓力三世 (納瓦拉)
腓力三世（西班牙語：Felipe III de Navarra，1306年3月27日—1343年9月16日），納瓦拉國王，妻子是前国王路易斯一世（法兰西国王路易十世）的女儿胡安娜公主。
1328年，路易斯一世的弟弟法國國王查理四世（納瓦拉的卡洛斯一世）去世，引發王位繼承問題。最終貴族決定法國王位由瓦盧瓦的腓力繼承，納瓦拉王位則由胡安娜繼承，称胡安娜二世，腓力以丈夫的身份成為配國王。
1343年，腓力於征討格拉納達酋長國的過程中身亡，享年37歲。

## 家庭
1318年，腓力與堂哥路易十世的女兒胡安娜結婚，兩人共有4子5女：
- 胡安娜（英语：Joan of Navarre (nun)）（1326年—1387年），修女
- 瑪麗亞（1329年—1347年），亞拉岡王后
- 路易王子（1330年—1334年），夭折
- 布蘭卡公主（英语：Blanche of Navarre, Queen of France）（1331年—1398年），法國腓力六世王后
- 卡洛斯二世（1332年—1387年），1349年繼位為納瓦拉國王
- 阿格尼絲公主（英语：Agnès of Navarre）（1334年—1396年），富瓦伯爵夫人
- 腓力王子（英语：Philip, Count of Longueville）（1336年—1363年），隆格維爾伯爵（英语：County of Longueville）
- 路易王子（英语：Louis, Duke of Durazzo）（1341年—1376年），都拉佐公爵
- 胡安娜（1342年—1403年），羅昂侯爵夫人